# Grup de Recolzament d'Actuacions Forestals
El Grup de Recolzament d'Actuacions Forestals, coneguts sobretot per les sigles GRAF, és un grup d'especialistes en incendis forestals creat per la Direcció General de Prevenció, Extinció d'Incendis i Salvaments (orgànicament depenent del Departament d'Interior, arran del gran incendi que afectà la Catalunya Central el 1998). El GRAF es va crear com a una nova eina per reforçar la lluita contra incendis forestals de grans dimensions i formada per especialistes que treballarien en aquesta mena d'incendis.
Els GRAF no només es van crear per a treballar en l'extinció de grans incendis forestals, tot i que és la seva principal tasca, si no que també en el desenvolupament d'un ampli projecte tècnic que incloïa entre d'altres; la creació d'una cartografia operativa actualitzada per al Cos de Bombers de la Generalitat, desenvolupar un programa de cremes prescrites per a la neteja del bosc, la formació tant interna del Cos de Bombers com dels col·lectius auxiliars (ADF, agents rurals, mossos d'esquadra…) i intercanvi d'experiències amb professionals d'altres països per a tal de reforçar els coneixements sobre l'ús del foc com extinció. El projecte més famós al que estan adscrits els GRAF és el Fire Paradox. Cal destacar la innovació dels GRAF pel que fa a la terminologia emprada, com per introduir una nova manera d'analitzar els incendis.
Actualment el grup està estructurat des d'un “cervell” central a Bellaterra, la Unitat Tècnica, amb unitats repartides per les quatre demarcacions del país. El model GRAF s'ha acabat adoptant en altres zones i països com Aragó, les Illes Balears, Portugal, França i el Regne Unit.

## Història
Els GRAF van néixer oficialment l'1 de març del 1999. La idea era crear un grup d'especialistes força semblants a les Brigadas de Refuerzo de Incendios Forestales (BRIF) creades el 1992 pel govern espanyol. Però a l'hora de constituir el grup, el cap de la Divisió Operativa (Manuel Bosch), va proposar un projecte més ambiciós.
La idea amb què es va començar a treballar era la d'estudiar el comportament dels incendis i predir-ne l'evolució per planificar una millor actuació. A part, els GRAF també van incorporar altres eines a la tradicional d'atac amb aigua, com les cremes d'eixamplament, els contrafocs o l'ús d'eines manuals com la pulaski.